# Liste des commanderies templières dans la Basse-Saxe
| Cette liste recense quelques-unes des commanderies et maisons de l'Ordre du Temple qui ont existé dans la Basse-Saxe. |

## Faits marquants et Histoire
Les templiers semblent présents dès 1130 dans le duché de Saxe, grâce à une donation de Lothaire de Supplinbourg. Le land de Basse-Saxe correspondant en partie au comté de Supplinbourg et de Querfurt puis à partir du deuxième tiers du XIIIe siècle au Duché de Brunswick-Lunebourg.

Supplinbourg parait être avec Lietzen (Brandebourg) l'une des premières fondations de ce qui deviendra au siècle suivant la province templière d'Allemagne ou plus exactement d'Alémanie. L'étendue de cette province couvrant également la Bohême et la Pologne.

## Commanderies
| Commanderie                        | Ville actuelle (ou à proximité) | Fondation (1re donation) | Reprise |
| ---------------------------------- | ------------------------------- | ------------------------ | ------- |
| Brunswick (de) (Braunschweig)      | Brunswick                       | ? (1172)                 | 1312    |
| Emmerstedt                         | Helmstedt                       | [ 6 ]                    | ?       |
| Süpplingenburg (de) (Supplinbourg) | Süpplingenburg                  | ? (1130),                | 1312    |
| Tempelachim (de)                   | Achim (Börßum)                  | ? (1231)                 | ?       |

| Localisation en Basse-Saxe (Liens vers les articles correspondants)                                                                          |
| --- |
| \| Saxe- Anhalt Schleswig- Holstein Thuringe Hesse Rhénanie du Nord- Westphalie Brunswick Emmerstedt Süpplingen · burg Tempelachim Bornum \| |
| Saxe- Anhalt Schleswig- Holstein Thuringe Hesse Rhénanie du Nord- Westphalie Brunswick Emmerstedt Süpplingen · burg Tempelachim Bornum       |

### Autres biens
- Des biens à Bornum (quartier de Königslutter am Elm)[9]

## Dignitaires de l'ordre
Ci-dessous une liste non exhaustive des frères de l'ordre connus pour avoir officié dans les commanderies situées en Basse-Saxe ou qui semblent originaires de ce land:
- Frère Albert de la commanderie de Süpplingenburg (1288)[10]
- Frédéric, grave de Kirchberg (Frierich, graf von Kirchberg), commandeur (provisor) de Süpplingenburg (1245)[11]
- Frédéric de Alvensleben (de) (Friedrich von Alvensleben), commandeur de Süpplingenburg (1301). Devient ensuite maître de la province d'Allemagne (1303-1308)
- Frédéric de Meyendorf (Friedrich von Meyendorf), commandeur de Tempelachim (1303)[11]
- Henri de Benstede (Heinrich von Benstede, Bennstedt), commandeur de Tempelachim (1306)[12]
- Jean de Bardeleve (Johannes von Bardeleve), dernier commandeur de Brunswick (1308)[13]
- Jean de Bornstedt (Johannes von Bornstede, Bornstedt), commandeur de Emmerstedt (1304)
- Jean de Zcoplov (Johannes von Zcoplov), commandeur de Süpplingenburg (1268)[14]
- Frère Martin, commandeur de la baillie de Brunswick (1303)[11]
- Otton de Brunswick[N 2] (1271-1345/47)[15] (Otto von Braunschweig) , dernier commandeur de Süpplingenburg (1303-1308)[11]
- Frère Saul, commandeur de la baillie de Süpplingenburg (1272)[11]

## Sources
- Verdy du Vernois, « Dissertation sur l'origine du bailliage de l'ordre de Saint-Jean de Jérusalem dans l'Électorat du Brandebourg », dans Mémoires de l'académie royale des sciences et belles lettres (1788-1789) : Depuis l’avènement de Frédéric Guillaume II au Throne avec l'histoire pour le même temps, Berlin, 1793 (lire en ligne), p. 555-576
- Maximilian Samson Friedrich Schöll, Cours d'histoire des états européens depuis le bouleversement de l'Empire romain d'Occident jusqu'en 1789, Paris, Gide, fils, 1831, 434 p. (lire en ligne)
- Félix Gaffiot, Dictionnaire latin-français, 1934 (lire en ligne), p. 93, 96